# Ferrari 288 GTO
Pour les articles homonymes, voir GTO.
 (avril 2023).
Si vous disposez d'ouvrages ou d'articles de référence ou si vous connaissez des sites web de qualité traitant du thème abordé ici, merci de compléter l'article en donnant les références utiles à sa vérifiabilité et en les liant à la section « Notes et références ».
La Ferrari GTO, plus connue sous le nom non officiel de Ferrari 288 GTO, est une supercar du constructeur italien Ferrari destinée à l'époque, une fois préparée, à courir dans le FIA Groupe B ; elle fut produite entre 1984 et 1985 à seulement 272 exemplaires et sa version Evoluzione pour le Groupe B servit de base de développement à la F40.

## Historique
En 1984, Enzo Ferrari concentrait depuis plusieurs années l'ensemble de ses efforts sur la compétition et, en particulier, sur la Formule 1. Toutefois, soucieux de combler le vide vertigineux qui séparait déjà à l'époque les voitures de sport de celles de la production, la firme de Maranello décida de concevoir et proposer une voiture conforme à la définition du FIA Groupe B, c'est-à-dire compétitive sur route comme sur circuit et satisfaisant l'obligation d'une production minimale de 200 exemplaires. Ferrari en profita pour ressortir de ses tiroirs un sigle prestigieux : GTO (« Gran Turismo Omologato »).

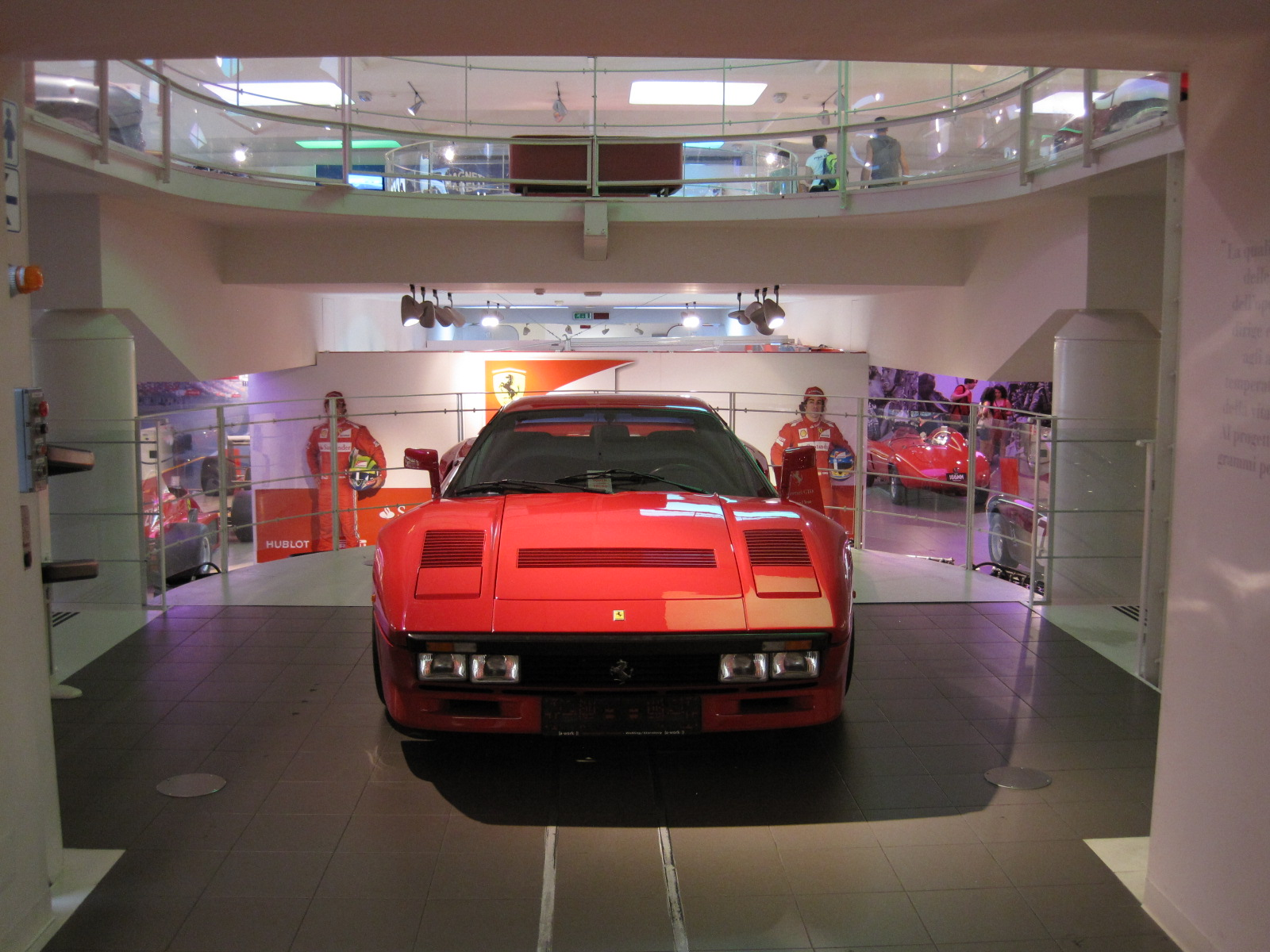
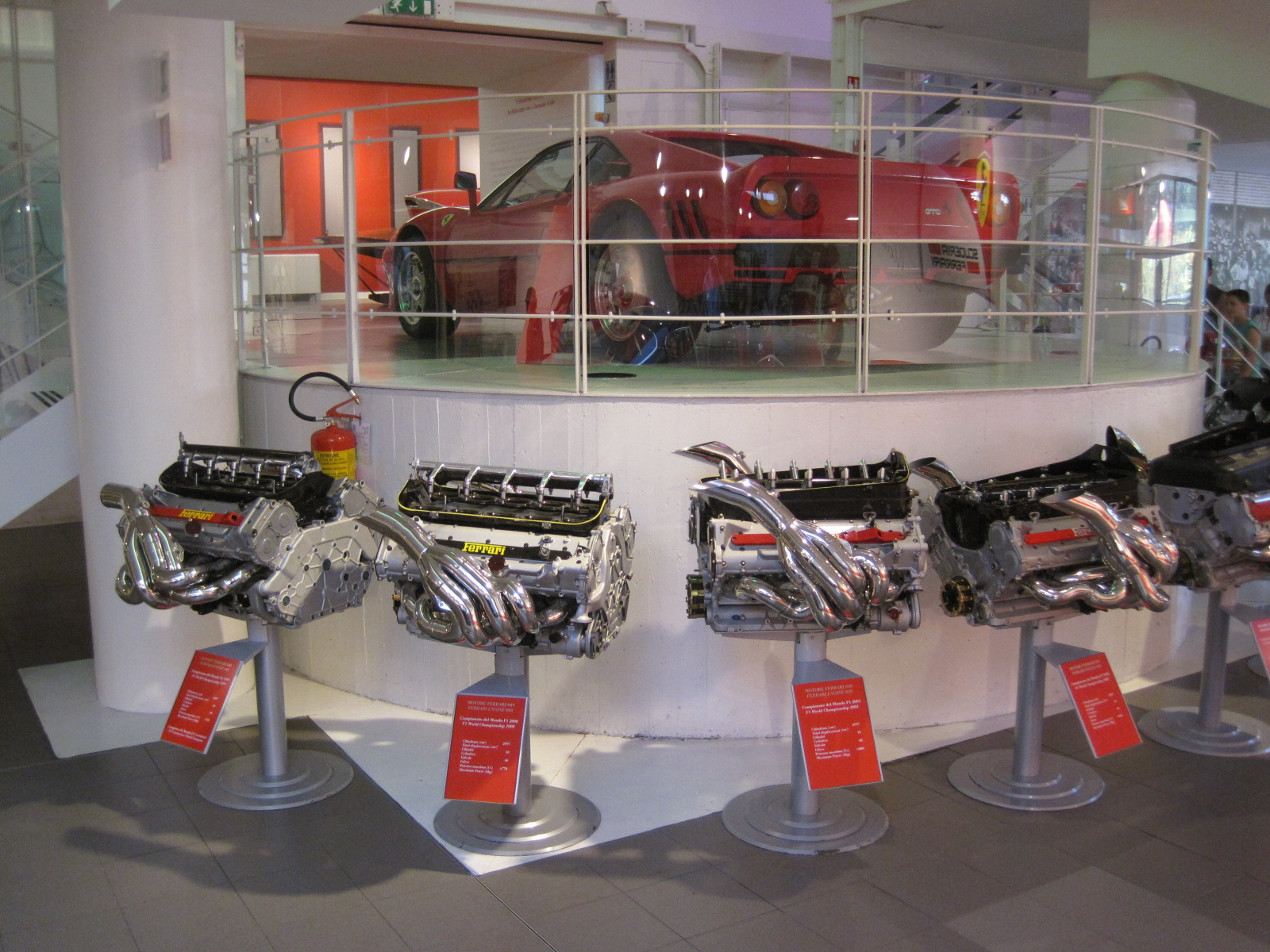
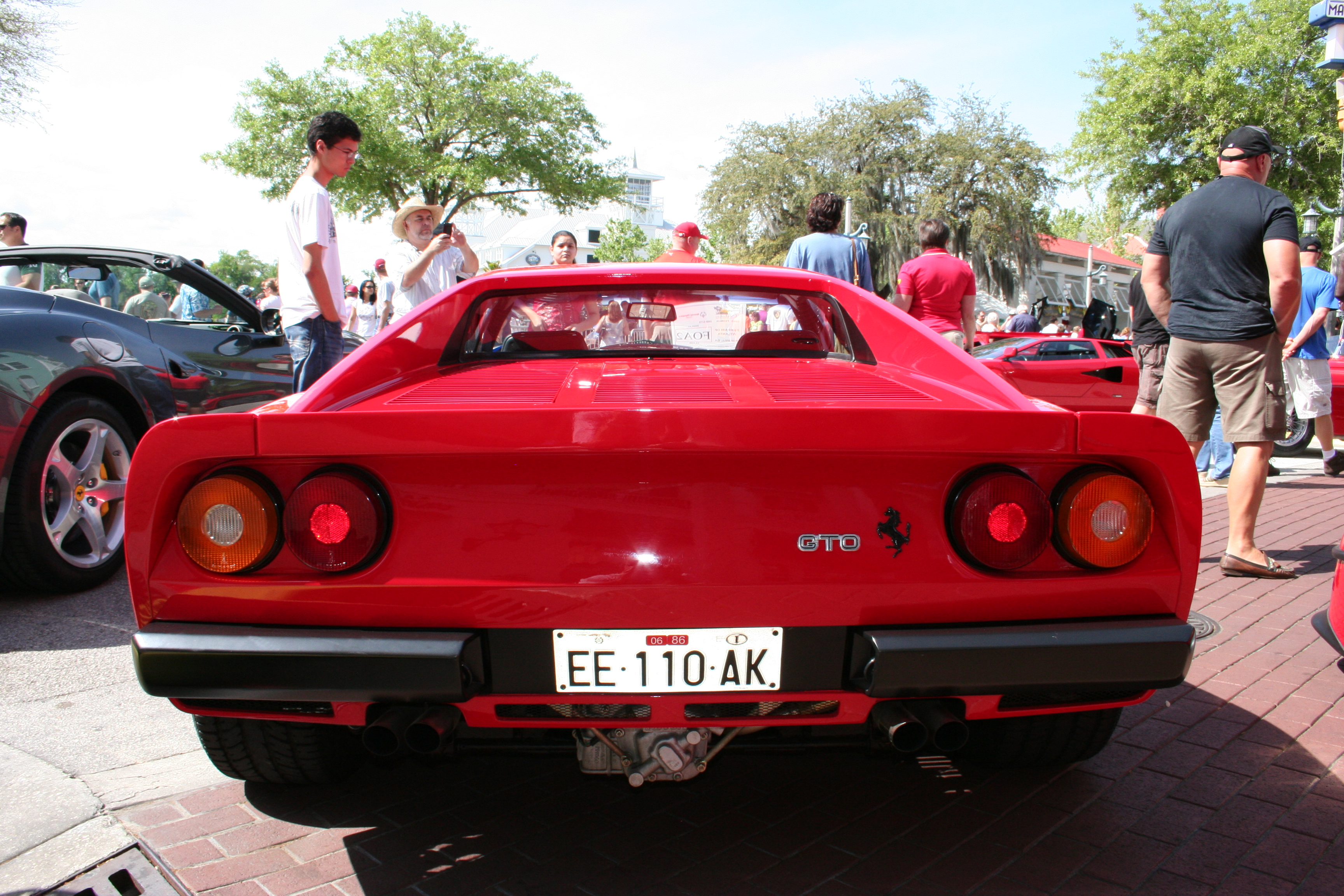
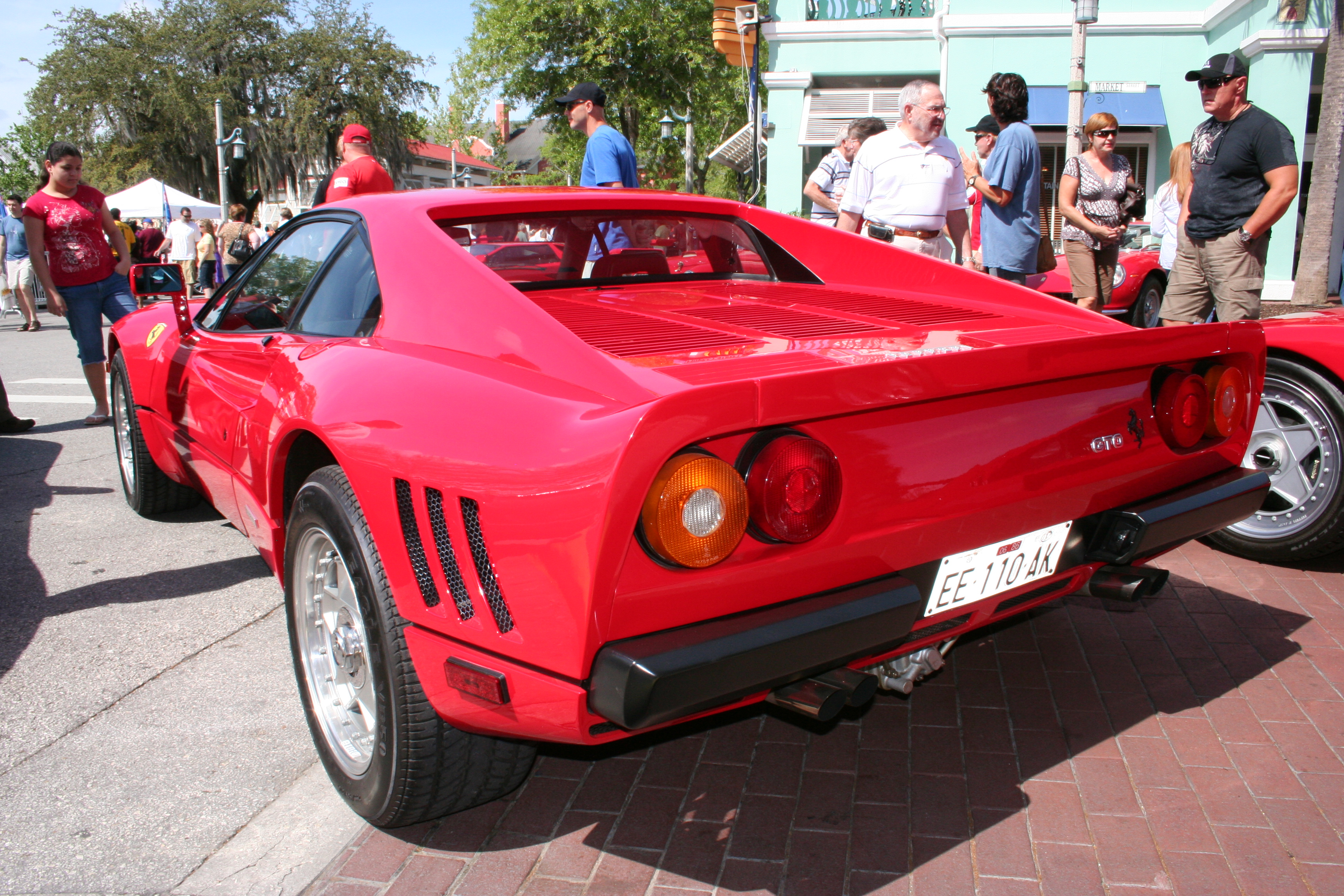

Les impressions de conduite engendrées par la GTO étaient assez diverses. Menée gentiment, il semblait évident qu'elle assumerait parfaitement des tâches utilitaires, telles qu'une corvée de supermarché ou les trajets des enfants vers l'école, mais, selon le spécialiste Don Sherman, dès lors que l'on « ouvrait en grand », elle donnait l'impression à l'accélération d'être propulsée par un jet. Il faut dire qu'elle « montait » jusqu'à 304 km/h et qu'elle arrivait à 100 km/h en 4,8 s. Mais malgré tout cela, la carrière sportive que la GTO était censée entamer s'obscurcit très rapidement, puisqu'en 1986 la FISA prit la décision, à la suite de plusieurs accidents mortels en rallye, dont furent victimes entre autres Attilio Bettega et Henri Toivonen, d'enterrer la catégorie des Groupes B.
Quoi qu'il en soit, à l'époque, les 200 unités construites trouvèrent acquéreur avant le début de sa production auprès d'heureux passionnés et Ferrari décida même de produire 72 exemplaires supplémentaires pour combler une partie de la forte demande. Côté finitions, le client fortuné, avec 935 000 FF pour la version de « base » en 1984, pouvait seulement choisir la couleur des garnitures des sièges, soit en noir intégral, soit en noir/orange. La couleur extérieure était exclusivement disponible en rouge. La radio, la climatisation et les vitres électriques étaient toutes en option.

## Carrosserie
La Ferrari GTO, dessinée par Pininfarina, ressemble visuellement beaucoup à la 308 GTB : même avant, fenêtres et prises d'air latérales. La GTO fait référence au niveau de la carrosserie à son ancêtre, la 250 GTO, à savoir les trois prises d'air déchirant les ailes arrière telles des ouïes de requin. Il existe pourtant des différences avec la 308 GTB, la GTO s'habille d'un bouclier avant redessiné avec une calandre à quatre phares rectangulaires, et le châssis plus long de onze centimètres, conjugué à un élargissement des voies, lui donne un aspect plus musculeux et félin. Malgré des dimensions plus importantes, la GTO est 10 % plus légère que la 308 GTB avec ses 1 224 kg grâce à son châssis tubulaire et sa carrosserie en fibre de carbone, Kevlar et Nomex.
La voiture est chaussée de jantes en deux parties à écrou central, qui accueillaient à l'époque des pneus de 16" Goodyear Eagle VR50 de 225/55 à l'avant et 265/50 à l'arrière, bien que Michelin semble avoir aussi fourni Ferrari pour ce modèle.
L'habitacle, très proche de la 308, s'équipe de sièges baquets aérés comme sur la Daytona et le tableau de bord est équipé d'un velours noir mat. La finition et la qualité de fabrication ne sont certainement pas au niveau du prix demandé mais l'intérêt de l'acquéreur d'une GTO est dans ses performances.

## Moteur
Ainsi naquit la GTO : un V8 longitudinal à trente-deux soupapes de 2 855 cm3 suralimenté par deux turbocompresseurs IHI avec injection Weber-Marelli développant 400 ch à 7 000 tr/min. La cylindrée avait été déterminée pour que l'auto soit homologuée dans la plus haute classe du Groupe B. Les constructeurs devaient tenir compte d'un coefficient de 1,4 pour les moteurs turbocompressés, soit ici 2 855 cm3 × 1,4 = 3 997 cm3, qui est inférieur au maximum autorisé de 4 000 cm3. Il était évident que, proposés avec ces caractéristiques en série, les 200 exemplaires pourraient atteindre sans grande difficulté la puissance de 600 ch une fois préparés.
Nicola Materazzi, l'ingénieur qui conçut la 288 GTO, explique qu'à l'origine il n'était pas prévu d'exporter le modèle aux États-Unis mais qu'Enzo Ferrari, sous la pression de la clientèle américaine, lui demanda de revoir la motorisation pour qu'elle soit homologable aux États-Unis et en Europe.

## GTO Evoluzione
En 1985, Ferrari commença à développer la version Groupe B de la voiture, celle-ci fut nommée GTO Evoluzione. Mais coupée dans son élan à la suite de l'abandon du groupe B par la FIA, Ferrari n'en sortira que cinq exemplaires. La préparation était pourtant remarquable, en effet elle développait 650 ch pour un poids d'à peine 940 kg, ce qui lui permettait d'atteindre 369,8 km/h et d'abattre le 0-100 en 4 s malgré un Cx médiocre mesuré dans la soufflerie de Pinifarina à Turin. Elle ne connut jamais aucune forme de compétition mais servit par la suite de base au développement de la supercar Ferrari suivante, la F40. On peut d'ailleurs noter une ressemblance de design entre les deux autos. En 2011, il ne restait plus que trois exemplaires.

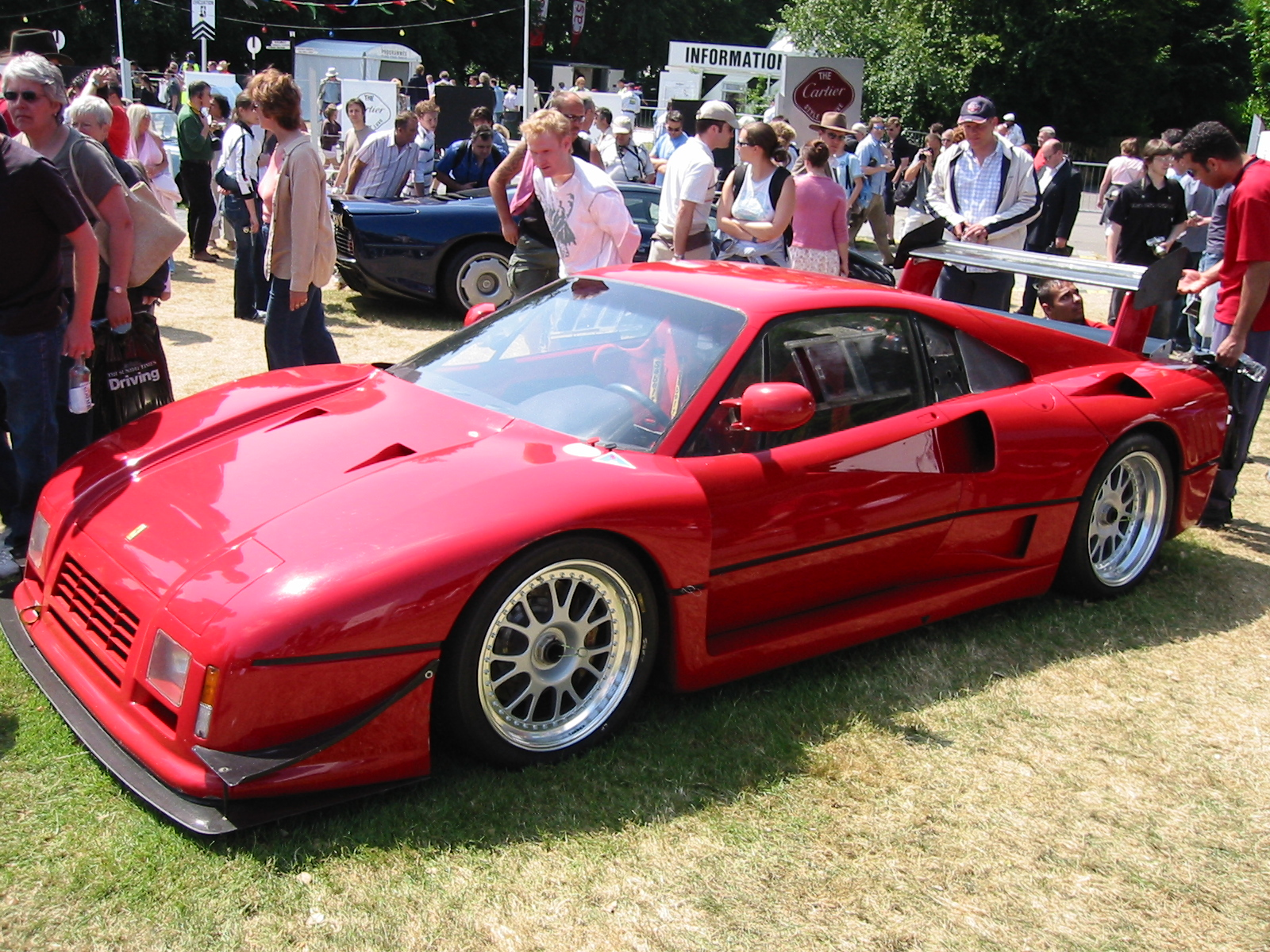
Ferrari GTO Evoluzione.

| N° | Numéro de châssis | Historique |
| -- | ----------------- | --- |
| 1  | 79 887            | Vendue en Italie à Capitanio of Style Auto puis en Grande-Bretagne.                                                                             |
| 2  | 70 167            | Utilisée pour le développement de la F40 puis vendue en France (collection Bardinon) et enfin au Japon. Elle dispose d'une puissance de 530 ch. |
| 3  | 70 205            | Utilisée pour le développement de la F40 avec un moteur de GTO de production, puis conservée par l'usine dans le musée.                         |
| 4  | 79 888            | Vendue en 1992 à Jacques Swaters, patron du Garage Francorchamps en Belgique.                                                                   |
| 5  | 79 889            | Vendue au Sultan de Brunei. |